# Ginástica na Universíada de Verão de 1967
A ginástica na Universíada de Verão de 1967 teve suas disputas realizadas na cidade de Tóquio, na Japão, contando com as provas masculinas e femininas da ginástica artística. Nesta edição, devido à inscrição de apenas uma equipe masculina, o evento fora cancelado, de acordo com as regras da FISU A baixa de atletas participantes deu-se em decorrência ao boicote do bloco socialista, pois os Estados Unidos foram aceitos como membros pela entidade.[carece de fontes?]

## Eventos
Ginástica artística
- Individual geral masculino
- Individual geral feminino
- Equipes feminino

## Medalhistas
Ginástica artística
| Evento           | Ouro                 | Prata                                | Bronze         |
| ---------------- | -------------------- | ------------------------------------ | -------------- |
| Masculino        |                      |                                      |                |
| Individual geral | JPN Akinori Nakayama | JPN Takeshi Kato                     | JPN Sawao Kato |
| Feminino         |                      |                                      |                |
| Equipes          | JPN                  | USA                                  | KOR            |
| Individual geral | JPN Miyuki Matsuhisa | JPN Mitsuko Katori USA Linda Metheny | nenhum         |

## Quadro de medalhas
| Ordem | País               | Medalha de ouro | Medalha de prata | Medalha de bronze |   |
| ----- | ------------------ | --------------- | ---------------- | ----------------- | - |
| 1     | JPN Japão          | 3               | 2                | 1                 | 6 |
| 2     | USA Estados Unidos |                 | 2                |                   | 2 |
| 3     | KOR Coreia do Sul  |                 |                  | 1                 | 1 |
| TOTAL | TOTAL              | 3               | 4                | 2                 | 9 |